# Campeonato Mundial de Vóley Playa de 2007
El VI Campeonato Mundial de Vóley Playa se celebró en la localidad de Gstaad (Suiza) entre el 24 y el 29 de julio de 2007 bajo la organización de la Federación Internacional de Voleibol (FIVB) y la Federación Suiza de Voleibol.
Las competiciones se realizaron en un estadio construido temporalmente enfrente de la estación de trenes de Gstaad.

## Países participantes
Participaron en total 192 voleibolistas (48 parejas masculinas y 48 femeninas) de 28 federaciones nacionales de la FIVB.
| - Alemania (4/5) - Argentina (1/-) - Australia (1/1) - Austria (3/2) - Bélgica (-/1) - Brasil (4/5) - Canadá (2/2) | - China (2/3) - Cuba (1/2) - España (1/1) - Estados Unidos (5/4) - Estonia (1/-) - Filipinas (-/1) - Finlandia (-/1) | - Francia (2/2) - Georgia (1/1) - Grecia (-/2) - Italia (1/2) - Japón (1/2) - Letonia (1/1) - Noruega (3/2) | - Países Bajos (3/2) - Nueva Zelanda (1/-) - Portugal (2/-) - República Checa (1/1) - Rusia (2/1) - Sudáfrica (1/1) - Suiza (4/3) |

## Medallistas
| Evento    | Oro                                          | Plata                                   | Bronce                                  |
| --------- | -------------------------------------------- | --------------------------------------- | --------------------------------------- |
| Masculino | Todd Rogers Philip Dalhausser Estados Unidos | Dmitri Barsuk · Igor Kolodinski · Rusia | Andrew Schacht Joshua Slack Australia   |
| Femenino  | Misty May-Treanor Kerri Walsh Estados Unidos | Tian Jia Wang Jie China                 | Juliana Silva · Larissa França · Brasil |

### Final masculina
|  | Semifinales                                  | Semifinales                             |       |                                        | Final                                        | Final |  |
|  |                                              |                                         |       |                                        |                                              |       |  |
|  |                                              |                                         |       |                                        |                                              |       |  |
|  |                                              |                                         |       |                                        |                                              |       |  |
|  | Todd Rogers Philip Dalhausser Estados Unidos | 21 13 19                                |       |                                        |                                              |       |  |
|  | Emanuel Rego · Ricardo Santos · Brasil       | 16 21 17                                |       |                                        |                                              |       |  |
|  |                                              |                                         |       |                                        |                                              |       |  |
|  |                                              |                                         |       |                                        |                                              |       |  |
|  |                                              |                                         |       |                                        | Todd Rogers Philip Dalhausser Estados Unidos | 21    |  |
|  |                                              | Dmitri Barsuk · Igor Kolodinski · Rusia | 16 14 |                                        |                                              |       |  |
|  |                                              |                                         |       |                                        |                                              |       |  |
|  |                                              |                                         |       |                                        |                                              |       |  |
|  |                                              |                                         |       |                                        | Tercer Puesto                                |       |  |
|  |                                              |                                         |       |                                        |                                              |       |  |
|  | Dmitri Barsuk · Igor Kolodinski · Rusia      | 21                                      |       | Emanuel Rego · Ricardo Santos · Brasil | 17 19                                        |       |  |
|  | Andrew Schacht Joshua Slack Australia        | 13 19                                   |       |                                        | Andrew Schacht Joshua Slack Australia        | 21    |  |

### Final femenina
|  | Semifinales                                  | Semifinales                                  |    |                                         | Final                   | Final    |  |
|  |                                              |                                              |    |                                         |                         |          |  |
|  |                                              |                                              |    |                                         |                         |          |  |
|  |                                              |                                              |    |                                         |                         |          |  |
|  | Tian Jia Wang Jie China                      | 23 21 15                                     |    |                                         |                         |          |  |
|  | Juliana Silva · Larissa França · Brasil      | 25 19 11                                     |    |                                         |                         |          |  |
|  |                                              |                                              |    |                                         |                         |          |  |
|  |                                              |                                              |    |                                         |                         |          |  |
|  |                                              |                                              |    |                                         | Tian Jia Wang Jie China | 16 10    |  |
|  |                                              | Misty May-Treanor Kerri Walsh Estados Unidos | 21 |                                         |                         |          |  |
|  |                                              |                                              |    |                                         |                         |          |  |
|  |                                              |                                              |    |                                         |                         |          |  |
|  |                                              |                                              |    |                                         | Tercer Puesto           |          |  |
|  |                                              |                                              |    |                                         |                         |          |  |
|  | Misty May-Treanor Kerri Walsh Estados Unidos | 21                                           |    | Juliana Silva · Larissa França · Brasil | 19 21 18                |          |  |
|  | Chen Xue Xi Zhang China                      | 14 19                                        |    |                                         | Chen Xue Xi Zhang China | 21 19 16 |  |

## Medallero
| Núm. | País           | Oro | Plata | Bronce | Total |
| ---- | -------------- | --- | ----- | ------ | ----- |
| 1    | Estados Unidos | 2   | 0     | 0      | 2     |
| 2    | China          | 0   | 1     | 0      | 1     |
| 2    | Rusia          | 0   | 1     | 0      | 1     |
| 4    | Australia      | 0   | 0     | 1      | 1     |
| 4    | Brasil         | 0   | 0     | 1      | 1     |
|      | TOTAL          | 2   | 2     | 2      | 6     |